# Zugspitze
De Zugspitze is met 2962 meter hoogte de hoogste berg van Duitsland en ligt in Zuid-Beieren, op de grens met Oostenrijk.

## Infrastructuur

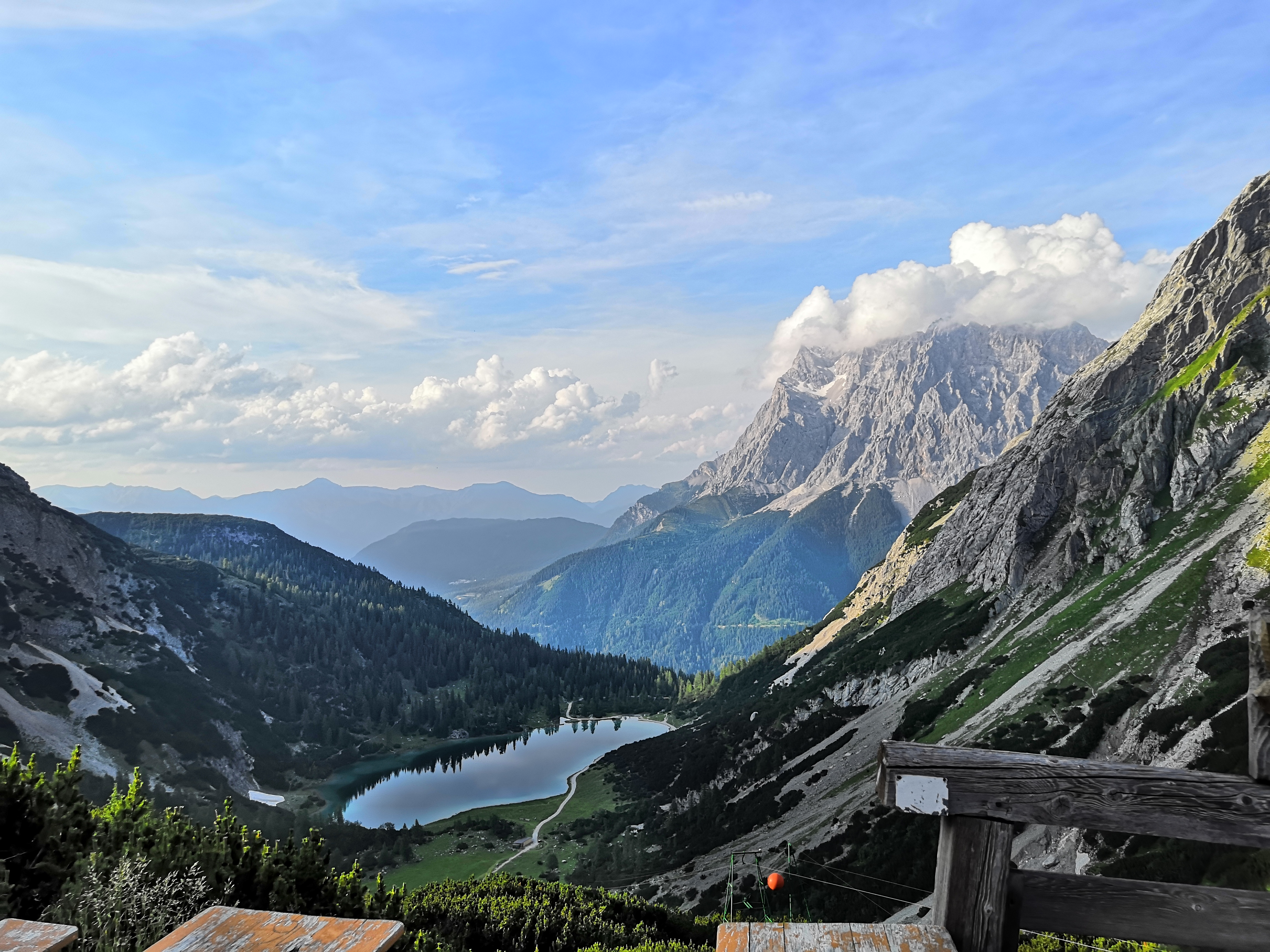
De Zugspitze gezien vanaf de Coburger Hütte (2019)

In 1894 werd de eerste steen van het Münchner Haus gelegd, het eerste gebouw op 2959 meter net onder de top van Zugspitze. De opening van het Münchner Haus was op 19 september 1897. In juli 1926 werd de eerste kabelbaan (Tiroler Zugspitzbahn) naar de top geopend. De Tiroler Zugspitzbahn is een van de modernste pendelbanen van Europa en biedt plaats aan 101 personen.
Op de Zugspitze staat een gebouw met daarin een restaurant, een kiosk, een klein museum gewijd aan de berg en een zaal waar regelmatig activiteiten worden gehouden. Op het dak van dit gebouw bevindt zich een uitzichtplatform waar bij helder weer o.a. de "Eibsee" goed zichtbaar is. Ook kan men vanaf dit dak naar de top klimmen. Op de top staat een "gipfelkreuz", een kruis dat aangeeft dat daar de top is en dat die top al is beklommen.
De top van de Zugspitze kan aan de Tiroolse zijde worden bereikt vanaf Ehrwald-Obermoos. Aan Beierse kant is vanuit Garmisch-Partenkirchen en Grainau het Zugspitzplatt bereikbaar met de Bayerische Zugspitzbahn, een tandradbaan. Hier bevinden zich de twee gletsjers, de Noordelijke en Zuidelijke Schneeferner. Vanaf het Zugspitzplatt voert de Gletscherbahn naar de top. De top kan aan Beierse zijde ook worden bereikt met de Eibseeseilbahn, een kabelbaan.

## Gletsjers

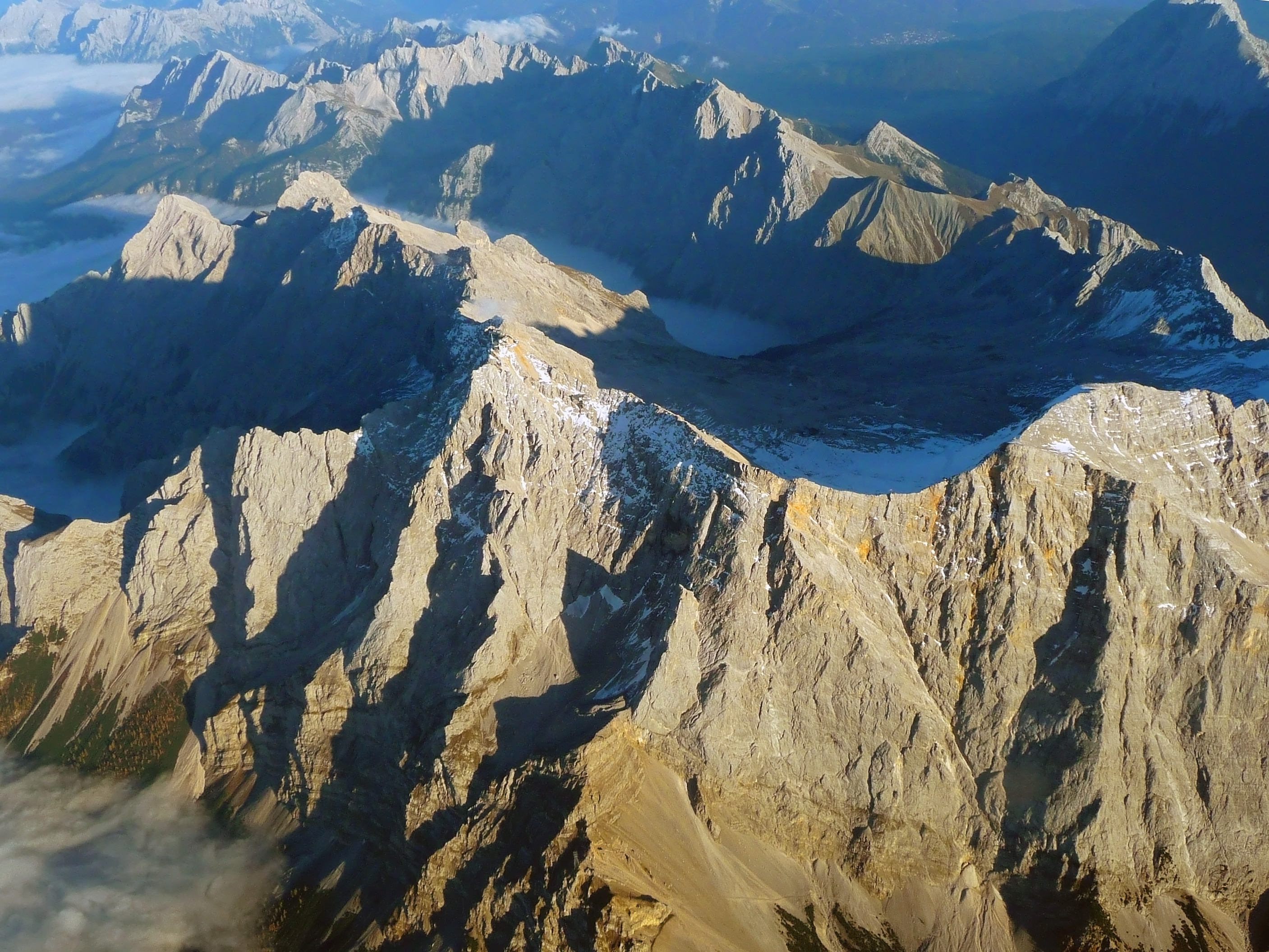
Zugspitze vanuit de lucht

Drie van de vijf Duitse gletsjers zijn op het Zugspitzmassief te vinden. Op het zogenaamde Zugspitzplatt bevinden zich twee kleine gletsjers, de Nördliche Schneeferner (30 ha) en de Südliche Schneeferner (8 ha). De Nördliche Schneeferner, de grootste Duitse gletsjer, wordt gebruikt als skigebied. Jaarlijks worden kunstmatig vele tonnen sneeuw uit de omgeving naar en op de gletsjer geschoven. Ook werd van 1993 tot 2012 een klein deel van de gletsjer 's zomers met zon- en regenwerende folie afgedekt in een poging de sneeuw- en ijsmassa voor toeristische doeleinden te bewaren en te beschermen tegen de opwarming van het klimaat. Critici, onder meer Hubert Weiger van de Beierse natuurbescherming, beschouwden dit echter als "een uitvlucht". Volgens hem kan dit de gletsjer niet redden. Binnen twintig jaar is hij volledig weggesmolten.
Aan de noordoostzijde van de Zugspitze, in het Höllental, bevindt zich de Höllentalferner (25 ha). Dit is de enige Duitse gletsjer met een gletsjertong.

## Weerstation Zugspitze
Van juli 1899 tot juli 1900 werd bij Münchner Haus een meteorologisch observatorium gebouwd, met de officiële naam ‘’Königlich Bayerische Meteorologische Hochstation Zugspitze’’. Op 19 juli werd het weerstation in gebruik genomen. Vanaf dat moment worden er continu waarnemingen gedaan, uitgezonderd de periode tussen 5 mei en 9 augustus 1945.
Elk uur wordt gerapporteerd over temperatuur, luchtdruk, straling, windsnelheid, het soort bewolking en hoe dicht de bewolking is. Elke 6 uur wordt de neerslag geregistreerd. Elke 12 uur doet het weerstation verslag van de hoogste en de laagste temperatuur in die periode, van metingen aan de ondergrond en de hoogte van de sneeuw. De zonneschijn wordt gemeten door een stereoautograaf. 
Sinds 1994 maakt het weerstation onderdeel uit van een landelijk netwerk om radioactiviteit te meten. 
Naast dit weerstation worden op de top van de Zugspitze ook gegevens verzameld over de invloed van  menselijke activiteiten op de chemische samenstelling van de aardatmosfeer. 
Op het dak van het station is een spectrometer aangebracht. Deze meet de dikte van de diverse lagen van de aardatmosfeer.
Enkele weerrecords gemeten op de Zugspitze: hoogste temperatuur +17,9° op 5 juli 1957, laagste temperatuur -35,6° op 14 februari 1940. Hoogste sneeuwdek: 780 cm op 26 april 1980 ; meeste sneeuwval op één dag: 150 cm op 24 maart 2004. En de hoogste windsnelheid die ooit is gemeten: 335 km/h op 12 juni 1985.

Weerstation Zugspitze
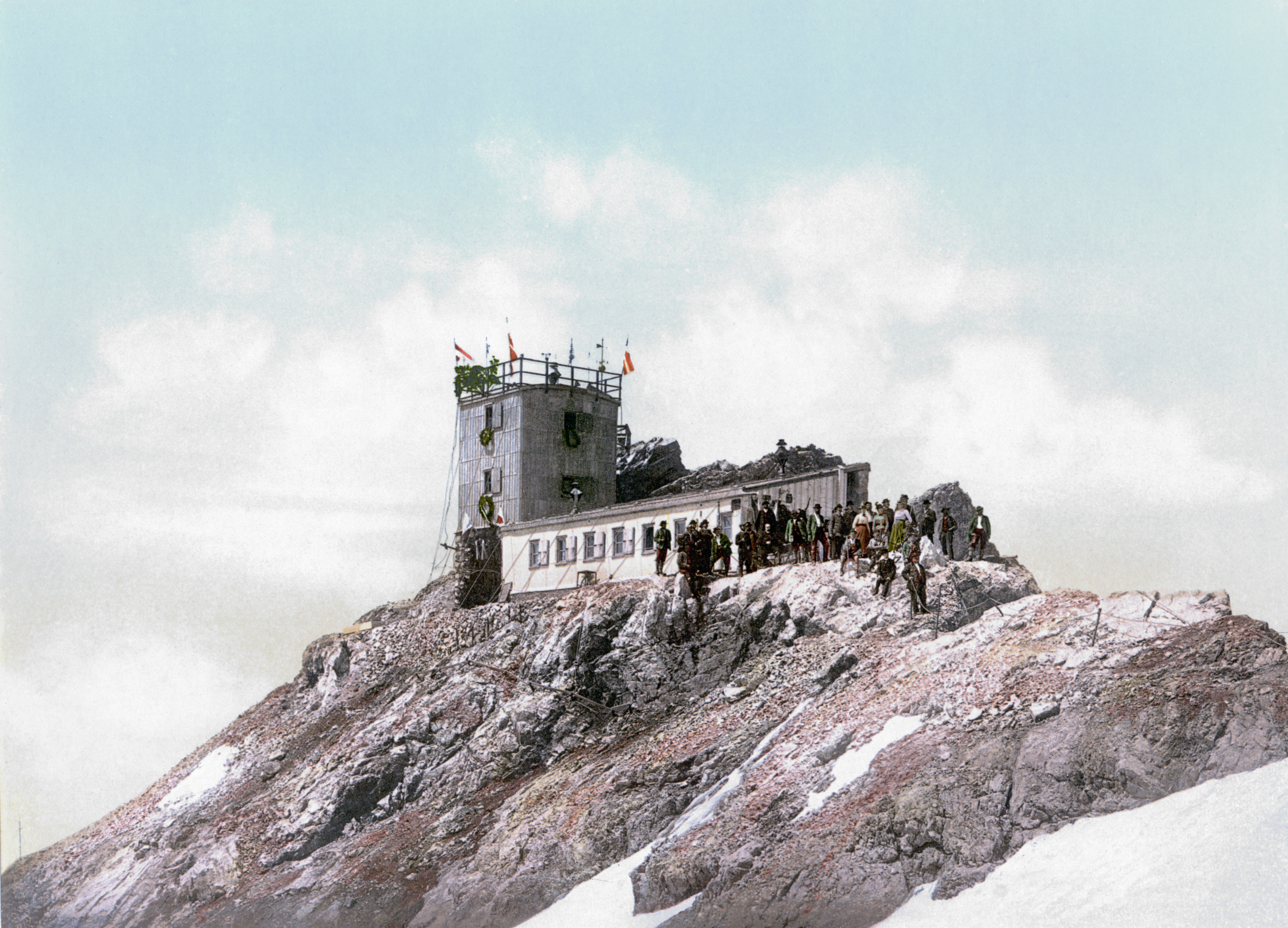
Inhuldiging van het observatorium op 19 juli 1900
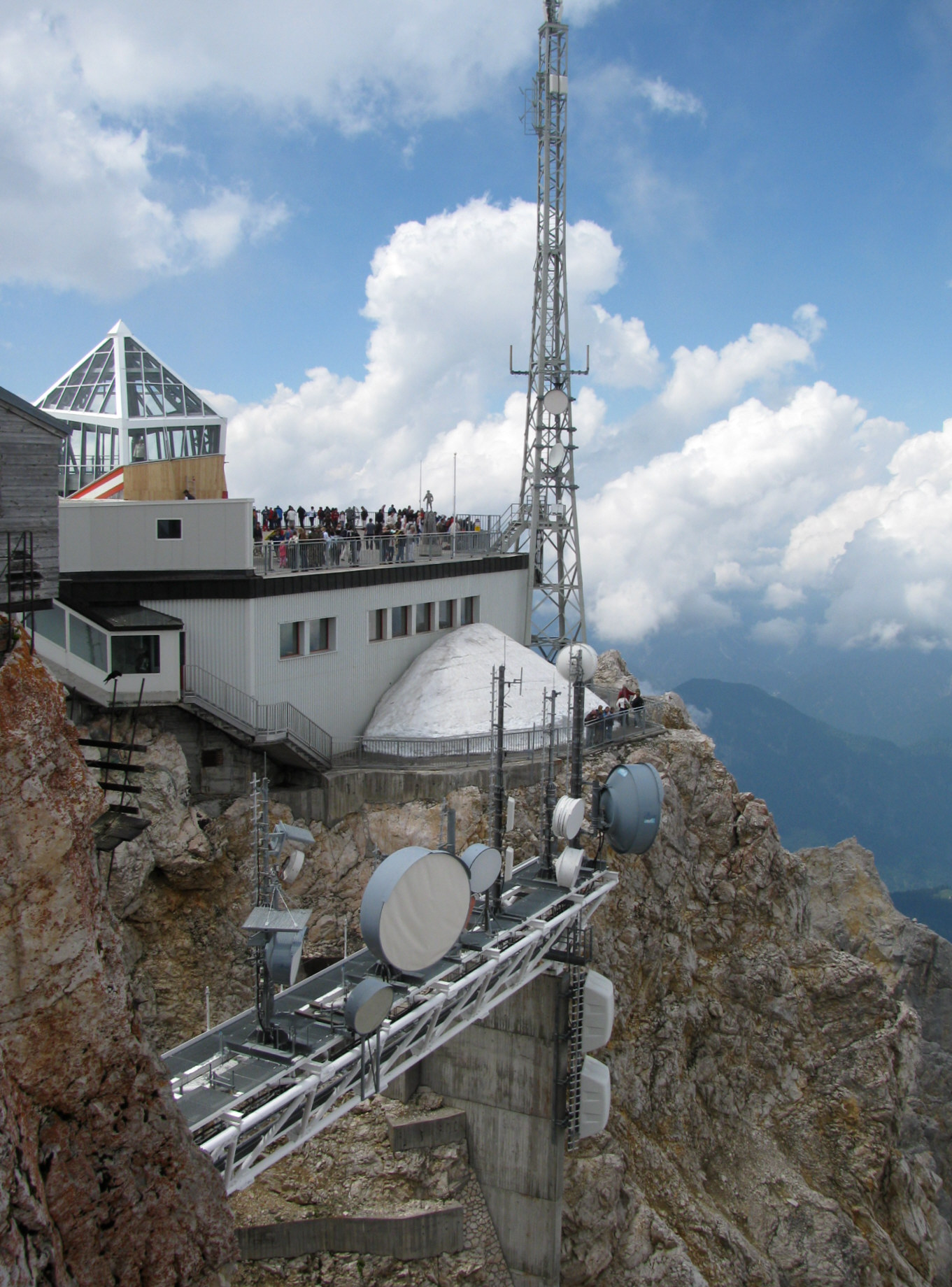
Meteorologisch station en zendmast